# Широки етернет
Широки етернет или дебели етернет (енгл. Thick Ethernet), систем 10Base5 је, хронолошки гледано, први етернет који је развијен 1980. године. Као медијум користио се дебели коаксијални кабл, са ознакама на сваких 2,5 m где треба убости рачве (енгл. Vampire tap). Веза са каблом се остварује тако што се примопредајник (енгл. transceiver) причврћује око кабла, тако да се игла рачве која се налази на њему опрезно утисне до половине у језгро коаксијалног кабла. Примопредајник се састојао од електронских компоненти за ослушкивање носиоца и откривање сукобљавања. Када открије сукоб, примопредајник емитује у кабл специјалан нерегуларан сигнал како би сви остали примопредајници недвосмислено разумели да је дошло до сукобљавања. У овом систему, кабл примопредајника повезује примопредајник са интерфејсом рачунара и може да буде дугачак до 50 m.